# Gian Luigi Polidoro
Gian Luigi Polidoro, född 4 februari 1927 i Bassano del Grappa, Veneto, död 7 september 2000 i Rom, var en italiensk filmregissör och skådespelare.

## Utmärkelser
Polidoro vann Guldbjörnen vid Filmfestivalen i Berlin för Kärlek i Stockholm 1963.

## Filmografi i urval
- 1959 – Det stora kriget (roll)
- 1960 – Le svedesi (regi, manus)
- 1963 – Kärlek i Stockholm (regi)
- 1963 – Manslukerskan (roll)
- 1965 – I huvet på en äkta blondin (roll)
- 1966 – En amerikansk hustru (regi)
- 1968 – Vill du se min ballong (roll)
- 1984 – Rent Control (regi)